# Cyclocross-Weltmeisterschaften 2019
Die Cyclocross-Weltmeisterschaften 2019 fanden am 2. und 3. Februar 2019 im dänischen Bogense statt. Sie waren die 70. Weltmeisterschaften in dieser Sportart. Es wurden fünf Wettbewerbe ausgetragen, bei den Männern Elite, U23 und Junioren, bei den Frauen Elite und U23. Bei den Männern gewann Mathieu van der Poel, bei den Frauen konnte sich die Belgierin Sanne Cant durchsetzen.
Schauplatz der Wettkämpfe war ein Parcours rund um den Hafen von Bogense und den angrenzenden Campingplatz.

## Ergebnisse

### Männer Elite

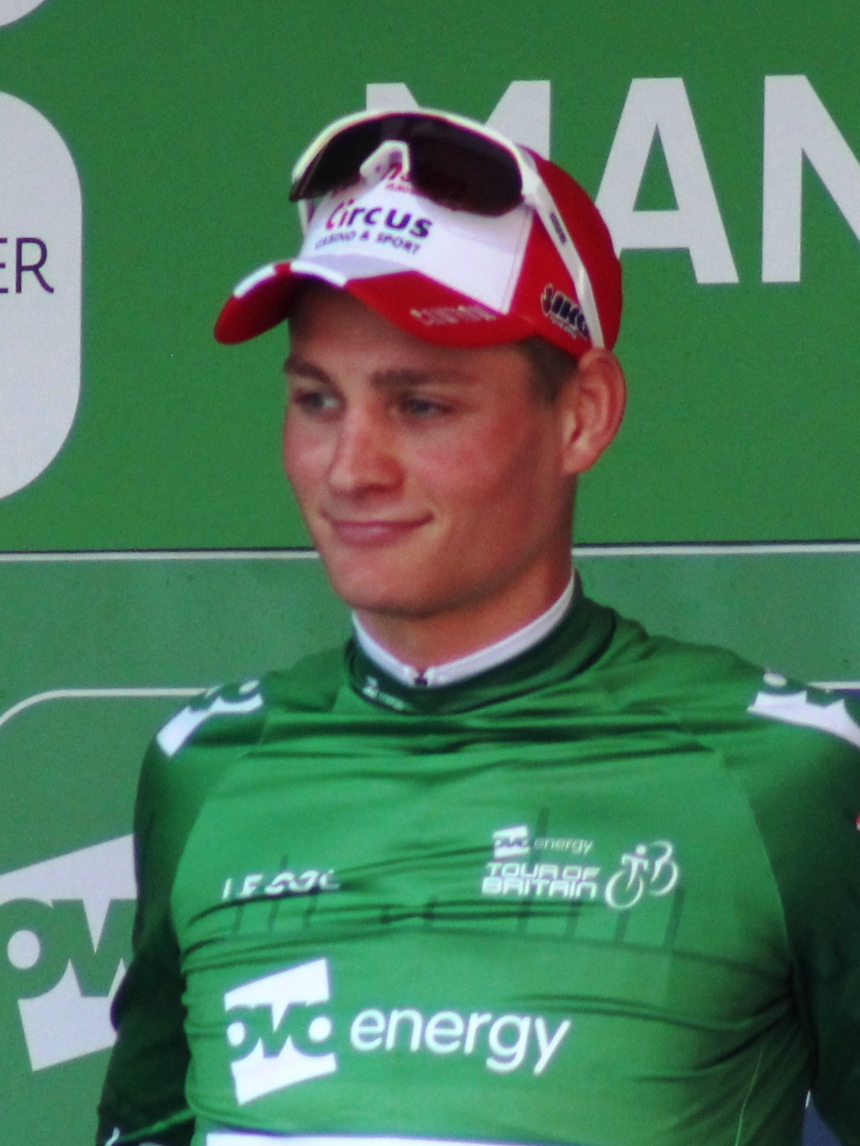
Weltmeister Mathieu van der Poel

(3. Februar 2019, 15:00 Uhr MEZ)
| Platz | Name                   | Zeit       |
| ----- | ---------------------- | ---------- |
| 1     | Mathieu van der Poel   | 1:09:20 h  |
| 2     | Wout van Aert          | + 16 s     |
| 3     | Toon Aerts             | + 25 s     |
| 4     | Michael Vanthourenhout | + 50 s     |
| 5     | Laurens Sweeck         | + 1:01 min |
| 6     | Lars van der Haar      | + 1:10 min |
| 7     | Quinten Hermans        | + 1:22 min |
| 8     | Marcel Meisen          | + 1:29 min |
| 9     | Jens Adams             | + 1:31 min |
| 10    | Gianni Vermeersch      | + 1:33 min |

### Frauen Elite

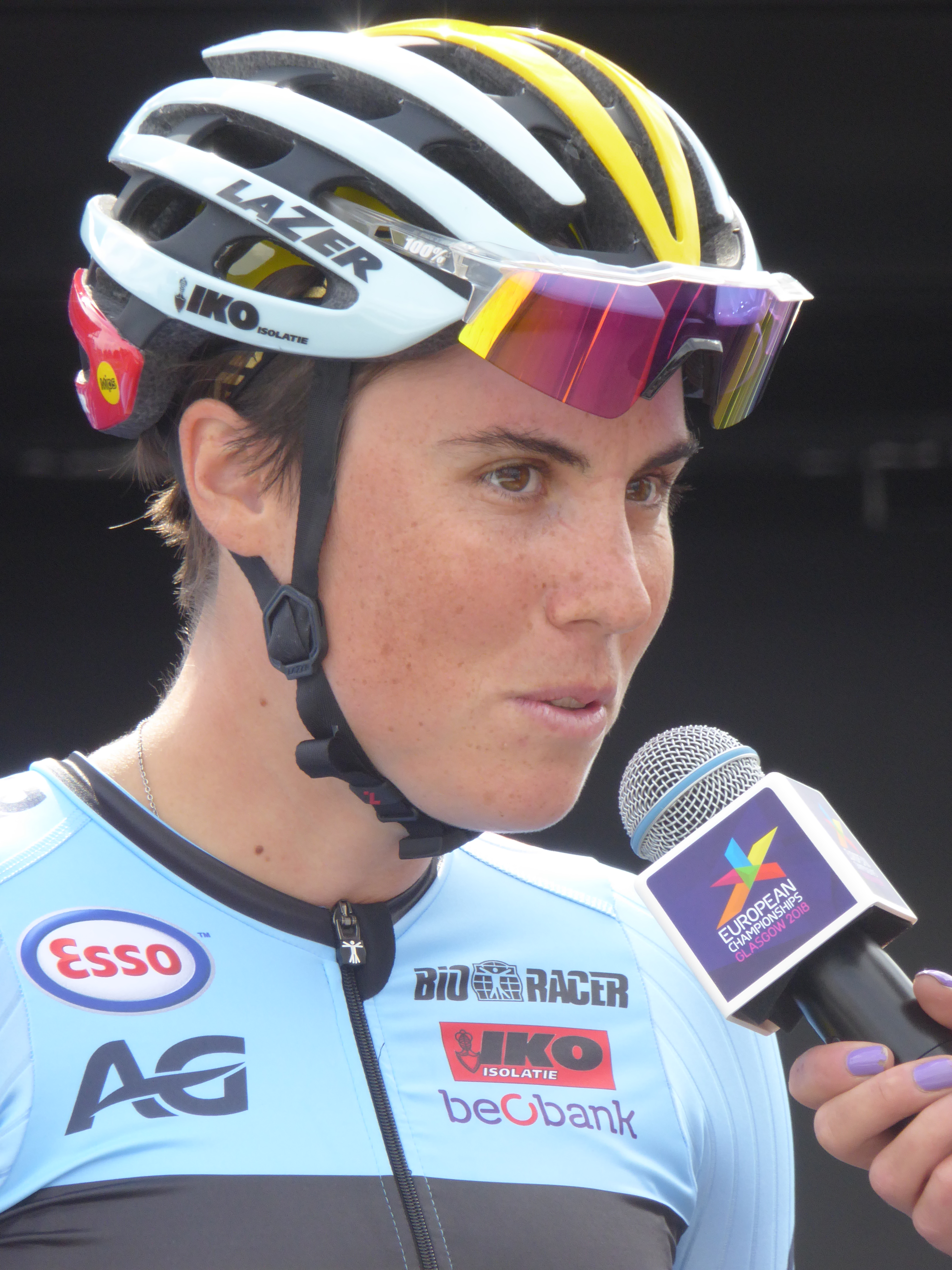
Weltmeisterin Sanne Cant

(2. Februar 2019, 15:00 Uhr MEZ)
| Platz | Name              | Zeit       |
| ----- | ----------------- | ---------- |
| 1     | Sanne Cant        | 47:53 min  |
| 2     | Lucinda Brand     | + 9 s      |
| 3     | Marianne Vos      | + 15 s     |
| 4     | Annemarie Worst   | + 34 s     |
| 5     | Jolanda Neff      | + 1:16 min |
| 6     | Kaitlin Keough    | + 1:21 min |
| 7     | Nikki Brammeier   | + 1:37 min |
| 8     | Sophie de Boer    | + 1:59 min |
| 9     | Ellen Van Loy     | + 2:05 min |
| 10    | Laura Verdonschot | + 2:05 min |

### Männer U23
(2. Februar 2019, 13:00 Uhr MEZ)
| Platz | Name             | Zeit       |
| ----- | ---------------- | ---------- |
| 1     | Thomas Pidcock   | 47:42 min  |
| 2     | Eli Iserbyt      | + 15 s     |
| 3     | Antoine Benoist  | + 23 s     |
| 4     | Tomáš Kopecký    | + 31 s     |
| 5     | Jakob Dorigoni   | + 35 s     |
| 6     | Ben Turner       | + 38 s     |
| 7     | Ryan Kamp        | + 46 s     |
| 8     | Loris Rouiller   | + 56 s     |
| 9     | Thomas Mein      | + 1:07 min |
| 10    | Niels Vandeputte | + 1:22 min |

### Frauen U23
(2. Februar 2019, 11:00 Uhr MEZ)
| Platz | Name                       | Zeit      |
| ----- | -------------------------- | --------- |
| 1     | Inge van der Heijden       | 42:09 min |
| 2     | Fleur Nagengast            | + 3 s     |
| 3     | Ceylin del Carmen Alvarado | + 8 s     |
| 4     | Silvia Persico             | + 9 s     |
| 5     | Anna Kay                   | + 9 s     |
| 6     | Puck Pieterse              | + 9 s     |
| 7     | Katie Clouse               | + 17 s    |
| 8     | Nicole Koller              | + 17 s    |
| 9     | Marion Norbert-Riberolle   | + 21 s    |
| 10    | Clara Honsinger            | + 22 s    |

## Junioren
(2. Februar 2020)
| Platz | Name                | Zeit       |
| ----- | ------------------- | ---------- |
| 1     | Ben Tulett          | 42:29 min  |
| 2     | Witse Meeussen      | + 20 s     |
| 3     | Ryan Cortjens       | + 25 s     |
| 4     | Thibau Nys          | + 42 s     |
| 5     | Pim Ronhaar         | + 46 s     |
| 6     | Tom Lindner         | + 47 s     |
| 7     | Carlos Canal Blanco | + 48 s     |
| 8     | Lennert Belmans     | + 52 s     |
| 9     | Jakub Ťoupalík      | + 56 s     |
| 10    | Théo Thomas         | + 1:02 min |